# Горбовцев Михайло Максимович
Михайло Максимович Горбовцов (нар. 3 (15) листопада 1895, хутір Почепці, Курська губернія — 16 березня 1978, Курськ) — радянський дитячий письменник.

## Біографія
Народився в 1895 році на хуторі Почепці Путивльського повіту Курської губернії (нині Сумської області) в родині селянина.
У 12 років залишився сиротою і був узятий на виховання своїм братом, який жив у Путивлі, закінчив Путивльське міське училище.
У 1916 році закінчив Курську вчительську семінарію. Пізніше закінчив прискорений курс і склав іспит на чин прапорщика, але у зв'язку з розпочатими революційними подіями став працювати вчителем.
У 1925 році надрукував у «Курської правді» своє перше оповідання «Крапивник», в тому ж році в газеті були надруковані ще два оповідання «4 номера стінгазети» та «Нове село».
У 1928 році був прийнятий до Всесоюзного товариства селянських письменників, ставши секретарем його курського відділення. В той же рік було надруковане ще одне його оповідання «Пеночка».
У кінці 1920-х років переїхав до Льгова, де влаштувався працювати в газету і створив літературний гурток.
У 1934 році повернувся до Курська, де влаштувався працювати в газету «Курська правда» і став одним із засновників першого літературного об'єднання при Курському обласному видавництві.
У 1935 році у видавництві «Курська правда» вийшов літературно-мистецький збірник «Ранок», у якому було опубліковано оповідання Михайла Горбовцева «Заячий хліб».
У 1939 році закінчив повість «Мишкине дитинство», яка була надрукована у 1940 році «Курським альманахом». У тому ж році написав п'єси «Зіпсовані» та «Гуси лапаті».
З 1943 року по 1962 рік письменник жив у місті Дмитрієв-Льговський, де працював директором краєзнавчого музею і редактором радіокомітету. Написав історію міста під назвою «Історія одного міста». Збирав матеріали про партизанський рух у районі, під псевдонімом М. М. Максимов, в співавторстві з А. А. Мінько та І. І. Свіріним написав нарис про Дмитрівський партизанський загін «Дмитрієвци (Сімнадцять місяців у лісі)». За відновлення музею був нагороджений Почесною грамотою Курського облвиконкому.
У 1948 році, на Всесоюзному конкурсі на кращу книгу для дітей, повість «Мишкине дитинство» отримала третю премію Міністерства освіти і була рекомендована для позакласного читання. Повість була перекладена польською і німецькою мовами.
У 1951 році написав п'єсу про Олександра Суворова «Туртукай».
В 1954 році була видана повість «Записки школяра».
У 1956 році був прийнятий до Спілки письменників СРСР.
У 1957 році написав п'єсу «Безцінні ключі».
У 1962 році написав «Оповідання Івана Семеновича».
З 1962 року і до кінця життя жив у Курську.

## Вибрана бібліографія
- Мишкино детство. / рис. Кузнецова М. — М-Л.: Детгиз, 1949.
- Мишкино детство. — Челябинск: кн.изд., 1954.
- Записки школьника. Художник И. Я. Коновалов. Повесть в шести тетрадях. — Курск: Курское книжное изд., 1954.
- Мишкино детство. Школьная библиотека. / Рисунки И.Кузнецова. — Москва: Детгиз, 1959.
- Мишкино детство. — Курск: Курское книжное издательство, 1963.
- Косой барабанщик. худ. Карлов. — Воронеж: Центрально-Черноземное книжное изд-во, 1965.
- Мишкино детство. Рисунки И.Кузнецова. — М. Детская литература, 1971.
- Мишкино детство. Запасная учительница. Серия: Школьная библиотека. Рисунки И.Кузнецова. — М.: Детская литература, 1971.
- Мишкино детство. Художник Анидалов. — Воронеж: Центрально-Черноземное книжное издательство, 1979.